# Proyecto Skynet

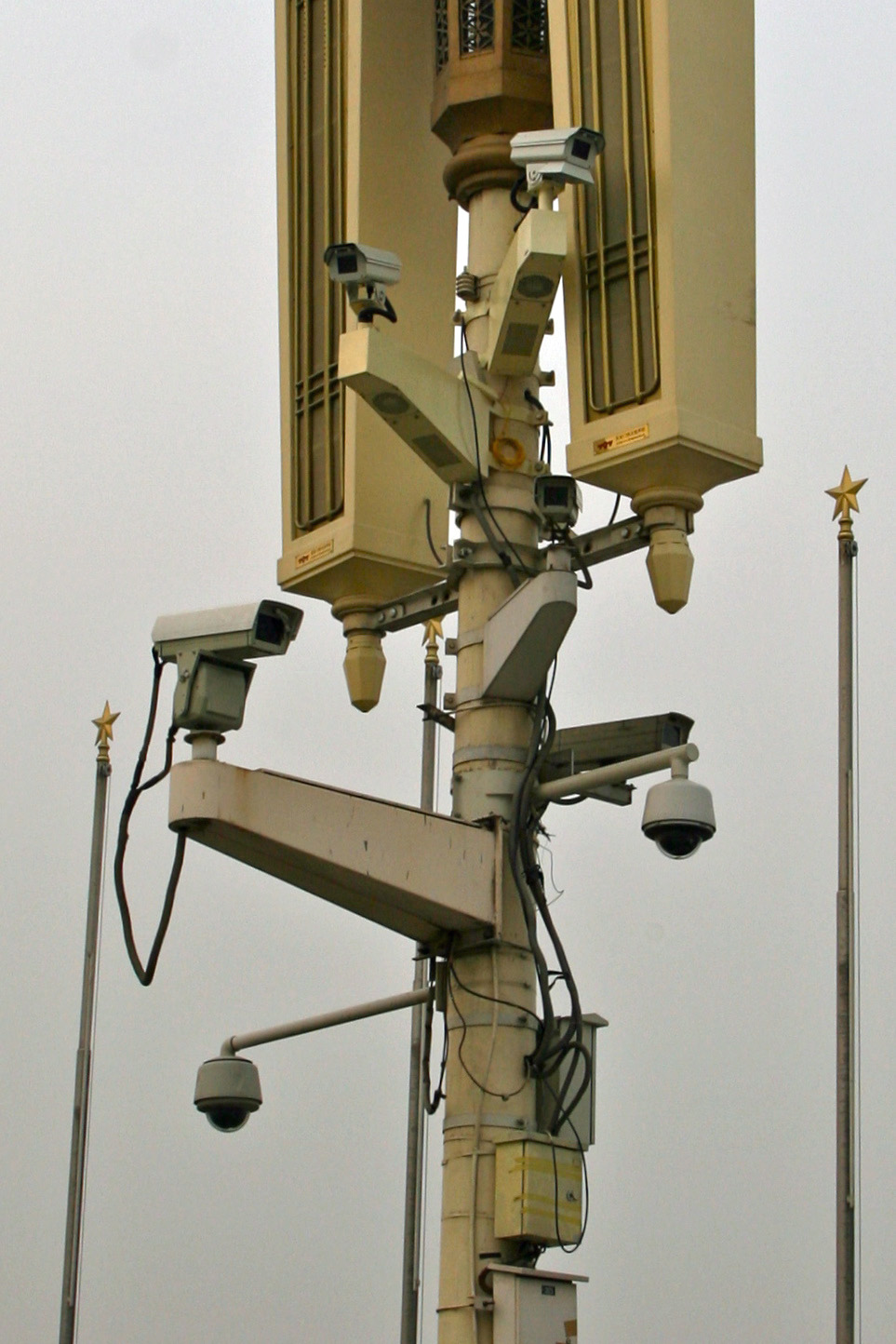
Cámara de vigilancia en la Plaza de Tiananmen

El Proyecto Skynet es un proyecto de seguridad nacional propuesto e implementado por la República Popular de China. Se refiere al sistema de videovigilancia que realiza monitoreo en tiempo real y registro de información del área fija para cumplir con las necesidades de prevención y control de seguridad pública urbana y gestión urbana. Utiliza el equipo de adquisición de imágenes, transmisión, control y visualización, y software de control. El proyecto Skynet en conjunto con el nivel ministral,  provincial y municipal de la República Popular de China.  La implementación y su arquitectura de la plataforma a nivel de condado de la República Popular China tiene una buena expansión e integración.

## Información general
El proyecto Skynet se refiere a la ciudad para satisfacer las necesidades de gestión y prevención del delito urbano y el control, el uso de mapas GIS, la adquisición de imágenes, transmisión, control, pantalla y otros equipos y software de control, sistema de video vigilancia área fija de monitoreo en tiempo real y registro de la información. Proyecto Skynet por carreteras, montaje de seguridad, lugares de reunión pública, hoteles, escuelas, hospitales y lugares complejos de seguridad para instalar equipo de vigilancia de vídeo, red privada utilizando el vídeo, Internet, móvil y otra red a través de un controlador de acceso a todos los videos en un área determinada gráficas puntos de monitoreo de comunicación al centro de control (es decir, "proyecto Skynet" plataforma de gestión), la información de clasificación de imágenes en los casos criminales, casos de seguridad pública, violaciones de tráfico, tales como la gestión urbana ilegal, para fortalecer la gestión integral de la ciudad, prevención del delito y la vigilancia repentina de desastres Accident proporciona información de imagen confiable. El proyecto Skynet involucra muchas áreas, incluyendo la construcción del sistema municipal de prevención y control de la seguridad pública, la construcción de información demográfica, etc. La información anterior forma los datos básicos de la base de datos y se compila, clasifica y procesa según la necesidad de información de las entidades autorizadas. En la actualidad, muchas ciudades y pueblos, incluso zonas rurales y empresas en China se han unido al proyecto Skynet, proporcionando una poderosa herramienta para mantener el orden social y luchar contra los crímenes.

## Prueba de proyecto Skynet
A modo de prueba, un corresponsal de la BBC, John Sudworth, fue descubierto por el programa de vigilancia de China para la seguridad pública, el Proyecto Skynet  justo siete minutos después de que "escapó" durante una prueba en la ciudad de Guiyang en la provincia de Guizhou, al suroeste de China.